# Peggy Annette Whitson
Peggy Annette Whitson (Mount Ayr, Iowa, 1960. február 9. –) amerikai űrhajósnő.

## Életpálya
Az Iowa Wesleyan Collegeben 1981-ben szerzett biológia-kémia diplomát. 1985-ben a Rice Universityn biokémiából doktorált (Ph.D.). Az egyetemen folytatta szakmai munkáját, ahol 1986-ban posztdoktori vizsgát tett. 1990-ben a NASA alkalmazásba került, a Nemzeti Kutatási Tanács Tudományos munkatársa. A Biokémiai Kutatócsoport felügyelője, orvostudományi vállalkozó. 1991-1992 között tagja volt az amerikai-orosz közös orvos-biológiai munkacsoportnak. 1995-ig több űrrepülő vállalkozás tudósa. 1995-1996 között társelnöke az amerikai-orosz missziók tudományos munkacsoportjának.
1996. május 1-től részesült űrhajóskiképzésben a Lyndon B. Johnson Űrközpontban, valamint a Jurij Gagarin Űrhajós Kiképző Központban. Három űrszolgálata alatt összesen 665 napot töltött a világűrben és tíz alkalommal végzett űrsétát.

## Űrrepülések
- STS–111 az Endeavour űrrepülőgép fedélzeti mérnöke. Első űrszolgálata alatt összesen 184 napot, 22 órát és 15 percet töltött a világűrben. Szakmai munkájának elősegítése érdekében egy 4 óra 25 perces űrsétát (kutatás, szerelés) végzett. Szolgálati ideje alatt 21 vizsgálatot végzett az emberi élettudományok és mikrogravitációs tudományok területén. STS–113 az Endeavour űrrepülőgép fedélzetén tért vissza bázisára.
- Szojuz TMA–11 fedélzeti mérnök/ISS tudományos munkatársa, az első női ISS parancsnok. Második űrszolgálata alatt összesen 191 napot, 19 órát és 7 percet töltött a világűrben. Munkája során öt űrsétát (kutatás, szerelés) végzett.
- 2016. november 17-én a Szojuz MSZ–03 űrhajón Oleg Novickij orosz és Thomas Pesquet francia űrhajóssal együtt indult el küldetésére. Kilenc és fél hónappal később, 2017. szeptember 3-án Fjodor Jurcsihinnal és Jack D. Fischerrel együtt tért vissza a Földre a Szojuz MSZ–04 leszállóegységével.[2]

### Tartalék személyzet
- STS–105 a Discovery űrrepülőgép fedélzeti mérnöke.
- Szojuz TMA–9 fedélzeti mérnöke